# Parc du Mont Ntringui

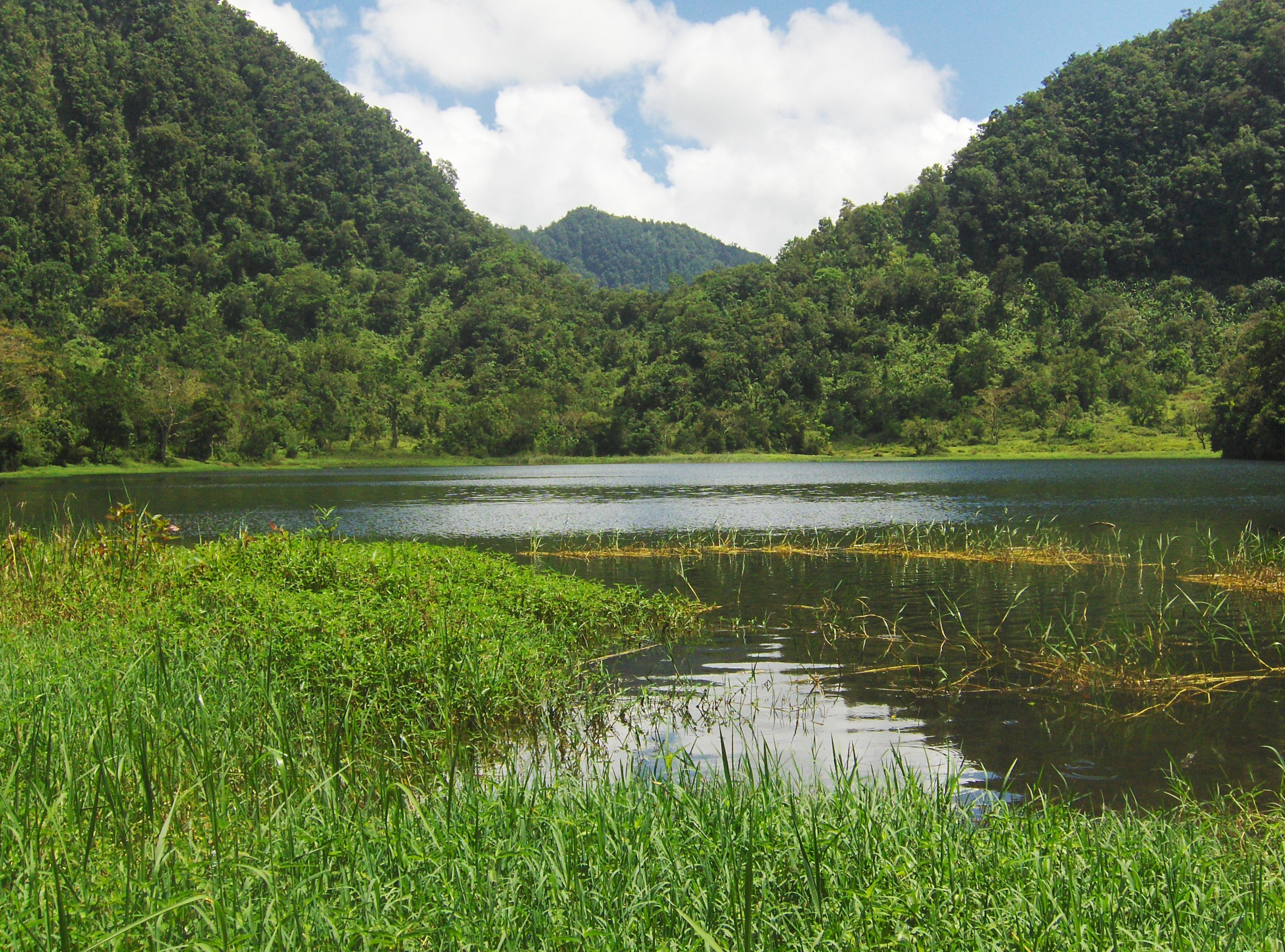
Le lac Dzialandzé.

Le Parc National Mont Ntringui est un parc naturel d'importance internationale de 11 700 hectares situé au centre de l'île d'Anjouan ou Ndzuwani. 
C'est un des trois sites naturels de l'union des Comores. Il inclut le massif central mont Ntringui, un vestige des dernières zones forestières naturelles de l'île, et le lac Dzialandzé, une zone humide importante pour les oiseaux. En 2006, le parc est devenu site RAMSAR dans le cadre de la convention Ramsar.